# Mammea odorata
Mammea odorata är en tvåhjärtbladig växtart som först beskrevs av Constantine Samuel Rafinesque, och fick sitt nu gällande namn av André Joseph Guillaume Henri Kostermans. Mammea odorata ingår i släktet Mammea och familjen Calophyllaceae. Inga underarter finns listade i Catalogue of Life.